# 京町温泉駅
京町温泉駅（きょうまちおんせんえき）は、宮崎県えびの市大字向江にある、九州旅客鉄道（JR九州）吉都線の駅である。

## 歴史
- 1912年（大正元年）10月1日：京町駅（きょうまちえき）として開業[1][2]。
- 1962年（昭和37年） 
  - 現駅舎竣工。
  - 9月20日：貨物営業廃止[2]。
- 1984年（昭和59年）2月1日：荷物扱い廃止[2]。
- 1986年（昭和61年）11月1日：電子閉塞装置導入により無人化[4]。
- 1987年（昭和62年）4月1日：国鉄分割民営化により、九州旅客鉄道が継承[1][2]。
- 1990年（平成2年）11月1日：京町温泉駅に改称[3][2]。
- 2018年（平成30年）
  - 7月：観光交流センターの観光案内所、休憩スペースの供用を開始[5]。
  - 9月：県道拡幅工事に伴い、旧駅舎を解体[5]。
- 2019年（平成31年）
  - 2月25日：観光交流センターから駅ホームへの乗降口について一部供用開始[5]。
  - 3月：交換設備廃止。島式ホームから、片面ホーム1面1線になる。

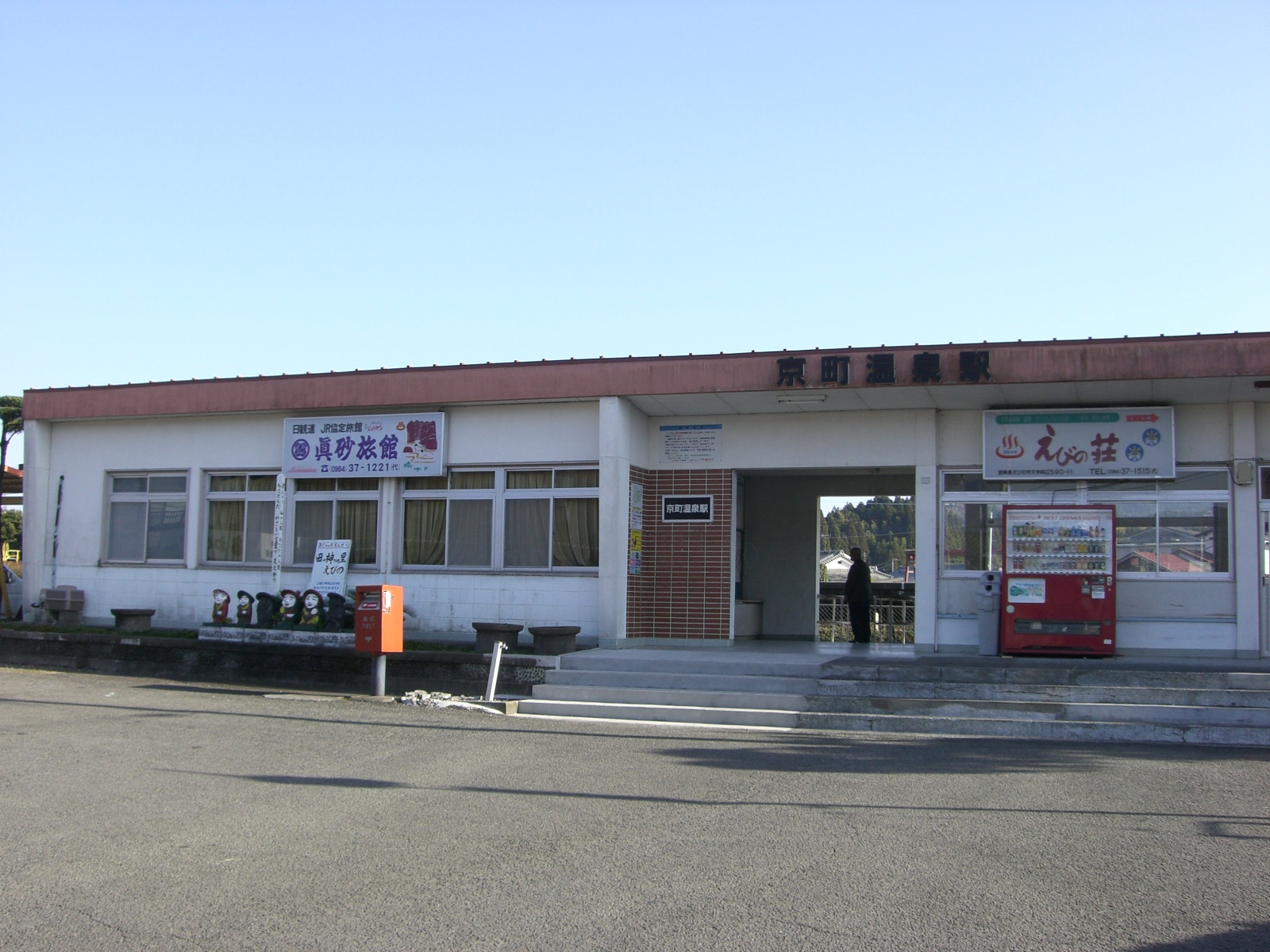
2018年に解体された旧駅舎

## 駅構造

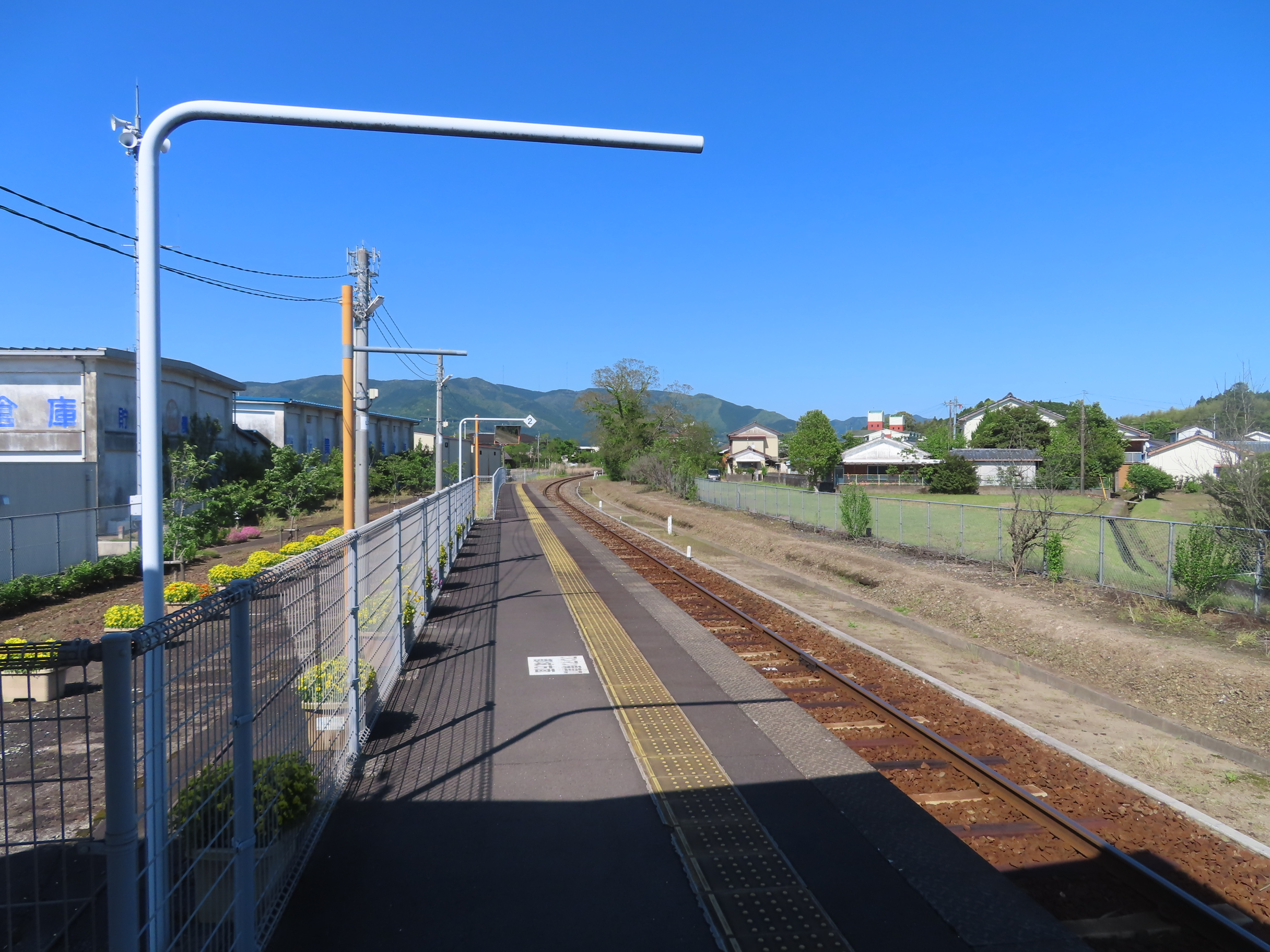
プラットホーム（2025年5月）

片面ホーム1面1線を有する地上駅。無人駅である。

## 利用状況
2015年（平成27年）度の1日平均乗車人員は69人である。
近年の1日平均乗車人員は以下の通り。
| 年度   | 1日平均 乗車人員 |
| ------ | ---------------- |
| 1996年 | 189              |
| 1997年 | 178              |
| 1998年 | 183              |
| 1999年 | 177              |
| 2000年 | 183              |
| 2001年 | 184              |
| 2002年 | 174              |
| 2003年 | 159              |
| 2004年 | 136              |
| 2005年 | 117              |
| 2006年 | 120              |
| 2007年 | 116              |
| 2008年 | 119              |
| 2009年 | 107              |
| 2010年 | 90               |
| 2011年 | 79               |
| 2012年 | 87               |
| 2013年 | 86               |
| 2014年 | 72               |
| 2015年 | 69               |

## 駅周辺

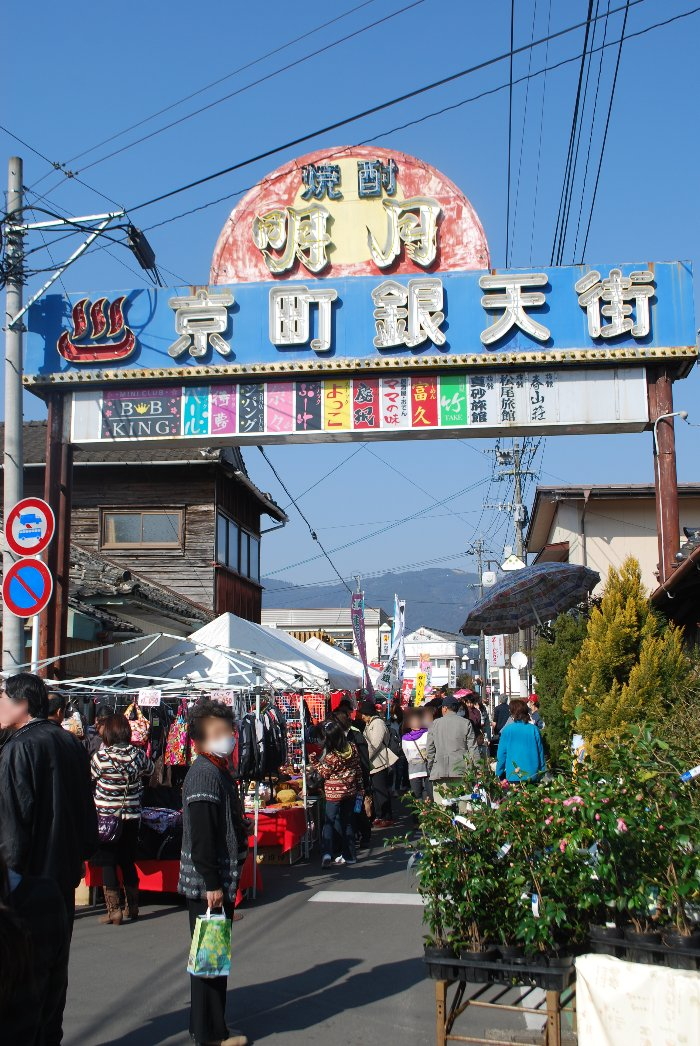
京町銀天街のアーケード看板（2011年2月）

駅から少し離れた北側を国道が通る。駅と国道の間は県道で結ばれているが、その途中で京町銀天街という商店街と交差する。この商店街には所々にスナックが建つ。なお、京町温泉の旅館やホテルは駅から川内川の間にある住宅地の中に点在する。駅南側は水田が大きく広がるが、県道沿いとその付近には民家が建つ。
- えびの市立真幸小学校
- えびの市立真幸中学校
- 京町出張所
- 泉都学園 京町こども園
- 真幸保育園
- 真幸郵便局
- えびの市役所 真幸出張所
- えびの共立病院
- 京町国立病院
- 国道268号
- 国道447号
- 宮崎県道53号京町小林線
- 宮崎県道403号線えびの高原京町線
- 宮崎交通「京町待合所」停留所 - 国道268号沿い
- 川内川

## 隣の駅
九州旅客鉄道（JR九州）
■吉都線
鶴丸駅 - 京町温泉駅 - えびの駅